# Nunatak Glotova
Nunatak Glotova (englische Transkription von russisch Нунатак Глотова Nunatak Glotowa) ist ein Nunatak im westantarktischen Marie-Byrd-Land. In den Ford Ranges ragt er an der Westflanke des Mount West auf.
Russische Wissenschaftler benannten ihn. Der weitere Benennungshintergrund ist nicht überliefert.